# Quassia salubris
Quassia salubris là một loài thực vật có hoa trong họ Thanh thất. Loài này được (Engl.) Noot. miêu tả khoa học đầu tiên năm 1963.